# Marjana Bremec
Marjana Bremec, coniugata Homar (Lubiana, 6 giugno 1946), è un'ex cestista jugoslava.

## Carriera
Con la Jugoslavia ha disputato i Campionati mondiali del 1967 e due edizioni dei Campionati europei (1966, 1968).